# 印安象徵
印安象徵（日语：シンボリインディ），是美國出生的日本純種競賽馬匹。生涯活躍於一哩賽事，曾勝出1999年NHK一哩賽。

## 出賽前
1996年1月20日出生於美國肯塔基州象徵牧場，所有權直接歸於牧場旗下並被引入日本。
其後交由美浦訓練中心練馬師藤澤和雄訓練。

## 競賽生涯

### 3歲（現2歲）
1998年11月7日出戰東京競馬場3歲新馬戰，於其中以頸位差距敗於Thrilling Sunday得第二。
11月21日出戰另一場3歲新馬戰，成功一放到底之下取首次勝利。
其後出戰條件戰柊樹賞，比賽途中雖然一度墮後，但最終重新加速下再度取得勝利。

### 4歲（現3歲）
1999年以公開賽木茼蒿錦標作爲首戰，於直路再度發揮優勢的加速之下以頸位壓過第二的Big Viking取得三連勝。
5月16日出戰NHK一哩賽，由於本次爲其首次挑戰一級賽，因而僅獲得第三人氣。比賽開始後，其一改以往戰術選擇留後，進入直路後由內欄有利位置一路加速之下成功爆發出全場最快末腳，最終成功超越前方的Zachariah取得首個一級賽冠軍，亦爲馬主象徵牧場帶來自1985年魯鐸象徵的有馬紀念後的首個一級賽優勝。
其後進入象徵牧場放草，陣營原定計劃安排其遠征美國出戰育馬者盃一哩大賽，然而放草途中其於馬房突然暴走導致自身受傷需要進入休養，因而陣營改變計劃以有馬紀念爲目標。
12月26日按照計劃出戰有馬紀念，然而長途適性不足之下於直路失速，以包尾大敗。

### 5歲（現4歲）
2000年1月30日出戰年度首戰東京新聞盃，然而於直路上未能進一步加速，最終以第九落敗。
2月20日出戰二月錦標希望可以於泥地賽事做出突破，然而再次未能加速之下取得第九。
短暫放草過後陸續出戰京王盃春季盃、安田紀念、札幌紀念，但陷入低潮下均未能獲勝，分別獲得第五、第十及第五。
9月10日出戰京成盃秋季讓賽，比賽開始後其處於第五左右的位置的推進，於直路上成功超越前方領先的多樂星奪得時隔1年4個月的勝利，亦爲騎師岡部幸雄帶來第150個分級賽冠軍。
其後出戰短途馬錦標，然而於直路上失速以第十四大敗。
10月28日出戰天鵝錦標，雖然於比賽途中保持良好節奏，但於直路上力弱而未能追上前方的大德大和，最終以3/4馬位差距落敗得第二。
11月19日出戰一哩冠軍賽，本次比賽採取留後戰術，但未能衝出之下以第十一大敗。

### 5歲[a]
2001年4月1日出戰年度首戰打吡公爵挑戰盃，但於閘機內暴走並衝出，賽會隨即宣佈將其除外。賽後醫療團隊立即進行檢查，確認爲右下腳骨骨折並宣佈予後不良，最終被處而安樂死，享年5歲。

### 詳細賽績
| 日期       | 舉辦國家 | 馬場 | 距離   | 級別 | 賽事名稱       | 負重 | 騎師     | 馬號 | 出馬 | 名次     | 時間     | 頭馬（二馬）         |
| ---------- | -------- | ---- | ------ | ---- | -------------- | ---- | -------- | ---- | ---- | -------- | -------- | -------------------- |
| 7/11/1998  | 日本     | 東京 | 草1600 |      | 3歲新馬        | 54   | 岡部幸雄 | 1    | 12   | 2        | 1.36.9   | Thrilling Sunday     |
| 21/11/1998 | 日本     | 東京 | 草1600 |      | 3歲新馬        | 54   | 岡部幸雄 | 3    | 7    | 1        | 1.36.1   | （Eishin Windom）    |
| 20/12/1998 | 日本     | 中山 | 草1600 |      | 柊樹賞         | 54   | 岡部幸雄 | 5    | 16   | 1        | 1.36.7   | （Sakaya）           |
| 25/4/1999  | 日本     | 京都 | 草1600 | OP   | 木茼蒿錦標     | 55   | 橫山典弘 | 7    | 9    | 1        | 1.36.6   | （ビッグバイキング） |
| 16/6/1999  | 日本     | 東京 | 草1600 | GI   | NHK一哩賽      | 57   | 横山典弘 | 5    | 18   | 1        | 1.33.8   | （Big Viking）       |
| 26/12/1999 | 日本     | 中山 | 草2500 | GI   | 有馬紀念       | 55   | 横山典弘 | 6    | 14   | 14       | 2.39.2   | 草上飛               |
| 30/1/2000  | 日本     | 東京 | 草1600 | GIII | 東京新聞盃     | 57   | 橫山典弘 | 16   | 16   | 9        | 1.34.5   | 大和巨龍             |
| 20/2/2000  | 日本     | 東京 | 草1600 | GI   | 二月錦標       | 56   | 横山典弘 | 9    | 16   | 9        | 1.36.5   | 飛箭                 |
| 14/5/2000  | 日本     | 東京 | 草1400 | GII  | 京王盃春季盃   | 58   | 蛯名正義 | 15   | 18   | 5        | 1.21.4   | 痛快駒               |
| 4/6/2000   | 日本     | 東京 | 草1600 | GI   | 安田紀念       | 58   | 蛯名正義 | 5    | 18   | 10       | 1.34.6   | 靚蝦王               |
| 20/8/2000  | 日本     | 札幌 | 草2000 | GII  | 札幌紀念       | 56   | 青木芳之 | 1    | 14   | 5        | 2.00.4   | 大和巨龍             |
| 10/9/2000  | 日本     | 中山 | 草1600 | GIII | 京成盃秋季讓賽 | 57   | 岡部幸雄 | 8    | 10   | 1        | 1.34.5   | （多樂星）           |
| 1/10/2000  | 日本     | 東京 | 草1200 | GI   | 短途馬錦標     | 57   | 岡部幸雄 | 13   | 16   | 14       | 1.10.0   | 大德大和             |
| 28/10/2000 | 日本     | 京都 | 草1400 | GII  | 天鵝錦標       | 59   | 羅拔時   | 2    | 17   | 2        | 1.20.5   | 大德大和             |
| 19/11/2000 | 日本     | 京都 | 草1600 | GI   | 一哩冠軍賽     | 57   | 柏兆雷   | 15   | 18   | 11       | 1.34.1   | 愛麗數碼             |
| 1/4/2001   | 日本     | 中山 | 草1600 | GIII | 打吡公爵挑戰盃 | 57   | 岡部幸雄 | 11   | 14   | 閘前退賽 | 閘前退賽 | Checkmate            |

a 由2001年開始，日本跟隨國際馬齡顯示標準，以實歲標記馬匹

## 血統簡介
父系A.P. Indy爲美國賽駒，生涯戰績優秀，曾勝出貝蒙錦標、育馬者盃經典大賽、聖雅尼塔打吡及荷李活未來錦標四項一級賽，退役後配種成績亦非常優秀。祖父西雅圖迴旋爲美國賽駒，生涯戰績極佳，爲美國三冠馬，退役後之配種成績亦非常出色，爲世界著名種馬之一。
母系Gaelic Tune爲美國馬匹，生涯未有出賽紀錄。外祖父單色爲美國賽駒，生涯三場全勝後因傷退役，退役後成爲著名種馬，現以確立爲一支獨立的系統。

### 血統表
| 父線：西雅圖迴旋系（勇者帝王系）    |                                 |                 |                  |
| 種馬 A.P. Indy 1989年（深棗色）     | 西雅圖迴旋 1974年（深棗色）     | Bold Reasoning  | Boldnesian       |
| 種馬 A.P. Indy 1989年（深棗色）     | 西雅圖迴旋 1974年（深棗色）     | Bold Reasoning  | Reason to Earn   |
| 種馬 A.P. Indy 1989年（深棗色）     | 西雅圖迴旋 1974年（深棗色）     | My Charmer      | Poker            |
| 種馬 A.P. Indy 1989年（深棗色）     | 西雅圖迴旋 1974年（深棗色）     | My Charmer      | Fair Charmer     |
| 種馬 A.P. Indy 1989年（深棗色）     | Weekend Surprise 1980年（棗色） | 秘書處          | 勇者帝王         |
| 種馬 A.P. Indy 1989年（深棗色）     | Weekend Surprise 1980年（棗色） | 秘書處          | Somethingroyal   |
| 種馬 A.P. Indy 1989年（深棗色）     | Weekend Surprise 1980年（棗色） | Lassie Dear     | Buckpasser       |
| 種馬 A.P. Indy 1989年（深棗色）     | Weekend Surprise 1980年（棗色） | Lassie Dear     | Gay Missile      |
| 繁殖雌馬 Gaelic Tune 1991年（棗色） | 單色 1977年（棗色）             | 北地舞人        | 新北區           |
| 繁殖雌馬 Gaelic Tune 1991年（棗色） | 單色 1977年（棗色）             | 北地舞人        | Naltalma         |
| 繁殖雌馬 Gaelic Tune 1991年（棗色） | 單色 1977年（棗色）             | Pas de Nom      | Admirals Voyage  |
| 繁殖雌馬 Gaelic Tune 1991年（棗色） | 單色 1977年（棗色）             | Pas de Nom      | Petitioner       |
| 繁殖雌馬 Gaelic Tune 1991年（棗色） | Squan Song 1981年（深棗色）     | Exceller        | Vaguely Noble    |
| 繁殖雌馬 Gaelic Tune 1991年（棗色） | Squan Song 1981年（深棗色）     | Exceller        | Too Bald         |
| 繁殖雌馬 Gaelic Tune 1991年（棗色） | Squan Song 1981年（深棗色）     | Foreign Missile | Damascus         |
| 繁殖雌馬 Gaelic Tune 1991年（棗色） | Squan Song 1981年（深棗色）     | Foreign Missile | Queen of the Sky |
| 雌系：號族：5-f                     |                                 |                 |                  |
| 五代內近親交配：勇者帝王 5×4×5      |                                 |                 |                  |

## 命名由來
名字中，Symboli（シンボリ）是馬主象徵牧場的冠名，即是其牧場名字，Indy（インディ）即是美洲原住民之別稱：「印第安人」，繼承自父系A.P. Indy的名字，香港因為馬名字數限制，翻譯為「印安」。

## 外部連結
- 印安象徵 netkeiba.com （页面存档备份，存于）
- 血統表 （页面存档备份，存于）